# Террі Ніл
Террі Ніл (англ. Terry Neill, 8 травня 1942, Белфаст — 28 липня 2022) — північноірландський футболіст, що грав на позиції захисника. По завершенні ігрової кар'єри — тренер.
Виступав за клуби «Арсенал» і «Галл Сіті», а також національну збірну Північної Ірландії. Згодом був головним тренером кожної з цих команд, а також «Тоттенгем Готспур».
Володар Кубка ярмарків. Володар Кубка Англії (як тренер).

## Клубна кар'єра
У дорослому футболі дебютував 1959 року виступами за команду лондонського «Арсенала». На початку 1960-х нерегулярно виходив на поле, в середньому проводячи за «канонірів» від 10 до 20 матчів за сезон. Утім в одній з таких ігор, на момент якої йому виповнилося 20 років, виводив команду на поле з капітанською пов'язкою, увійшовши таким чином в історію клубу як наймолодший капітан його команди. Із середини 1960-х вже був ключовою фігурою у захисті лондонського клубу. Загалом провів у ньому одинадцять сезонів, взявши участь у 241 матчі чемпіонату. Єдиним трофеєм за цей період для «Арсенала» і, відповідно, Ніла у його складі був титул володаря Кубка ярмарків, який було завойовано в останній сезон перебування гравця у команді (1969/70).
1970 року перейшов до «Галл Сіті», причому 28-річному на той час гравцеві було запропоновано поєднувати виступи на полі з роботою головним тренером команди. Провів у цій команді три сезони, після чого завершив професійну ігрову кар'єру, зосередившись на тренерській роботі.

## Виступи за збірну
1961 року дебютував в офіційних матчах у складі національної збірної Північної Ірландії. Протягом кар'єри у національній команді, яка тривала 13 років, провів у її формі 59 матчів, забивши 2 голи. Примітно, що протягом останніх трьох років виступів за збірну гравець, який на той час вже працював тренером на клубному рівні, обіймав аналогічну позицію граючого тренера й у збірній.

## Кар'єра тренера
Перший досвід тренерської роботи отримав у «Галл Сіті», головним тренером команди якого був протягом 1970–1974 років, причому протягом перших трьох сезонів роботи з командою продовжував виходити на поле у її складі.
1971 року 29-річний на той час Террі Ніл, який продовжував грати як на клубному рівні, так й за збірну Північної Ірландії, був призначений головним тренером останньої. Протягом трьох з п'яти років роботи зі збірною був її граючим тренером. Під його керівництвом північноірландська команда провела дві невдалі кваліфікаційні кампанії — відбір на Євро-1972, де майже нічого не змогла протиставити фаворитам своєї відбіркової групи збірним СРСР та Іспанії, а також відбір на чемпіонат світу 1972, де також зайняла третє місце у своїй групі, поступившись збірним Болгарії та Португалії.
1974 року, продовжуючи працювати зі своєю національною командою, змінив місце клубної роботи, ставши головним тренером «Тоттенгем Готспур». Працював з цією лондонською командою протягом двох сезонів, у першому з яких команда відчайдушно, але успішно боролася за збереження місця у найвищому англійському дивізіоні, а вже у другому суттєво покращила гру і результати, посівши 9-те місце підсумкової турнірної таблиці.
Успіхи молодого, але вже дуже досвідченого тренера з «Тоттенгемом» змусили керівництво його колишнього клубу, лондонського «Арсенала», запропонувати йому посаду головного тренера цієї команди. Погодившись на цю пропозицію у 1976 році, Террі Ніл у свої 34 роки став наймолодшим в історії очільником тренерського штабу «канонірів».
Террі Ніл забезпечив перехід до «Арсенала» таких виконавців як Малкольм Макдональд та Пет Дженнінгс (з останнім Ніл свого часу встиг не лише попрацювати, але й пограти пліч-о-пліч у збірній Північної Ірландії). Також з його приходом постійну ігрову практику у першій команді почали отримувати молоді гравці, такі як Ліам Бреді та Френк Степлтон. Оновлений «Арсенал» покращив результати, зокрема тричі поспіль протягом 1978—1980 років доходив до фіналів Кубка Англії, хоча й зміг виграти лише у другому з них. Завдяки цій перемозі «каноніри» були учасниками Кубка володарів кубків сезону 1979—1980, де дійшли до фіналу, в якому лише за післяматчевими пенальті перемогу здобув їх суперник, іспанська «Валенсія». Однак ще по ходу турніру, на стадії півфіналів, «Арсенал» увійшов в історію як перша англійська команда, якій вдалося завдати поразки італійському «Ювентусу» на його полі.
Ще 1979 року Ніл намагався омолодити свою команду, запросивши до її складу 18-річного перспективного аргентинця Дієго Марадону та 21-річного Гленна Годдла, який декількома роками раніше саме під керівництвом Ніла починав грати в основному складі «Тоттенгема». Проте обидва трансфери не відбулися, натомість «Арсенал» втратив через важку травму Малкольма Макдональда та не зміг втримати Ліама Бреді. Попри ці втрати в сезоні 1980/81 «каноніри» посіли третє місце в англійській першості, що стало їх найкращим результатом у чемпіонаті за попередні 10 років.
Влітку 1983 року Ніл подовжив свій тренерський контракт з «Арсеналом» на покращених умовах ще на три роки, проте вже у грудні того ж року було оголошено про його відставку з ініціативи крівництва клубу. Після відходу з «Арсенала» Террі Ніл, якому на той момент виповнився лише 41 рік вирішив завершити тренерську кар'єру. Став власником декількох лондонських барів, згодом також запрошувався як футбольний експерт на телебачення.

## Титули і досягнення

### Як гравця
- Володар Кубка ярмарків (1):

«Арсенал»: 1969-1970

### Як тренера
- Володар Кубка Англії (1):

«Арсенал»: 1978-1979